# Estação Pan Bendito

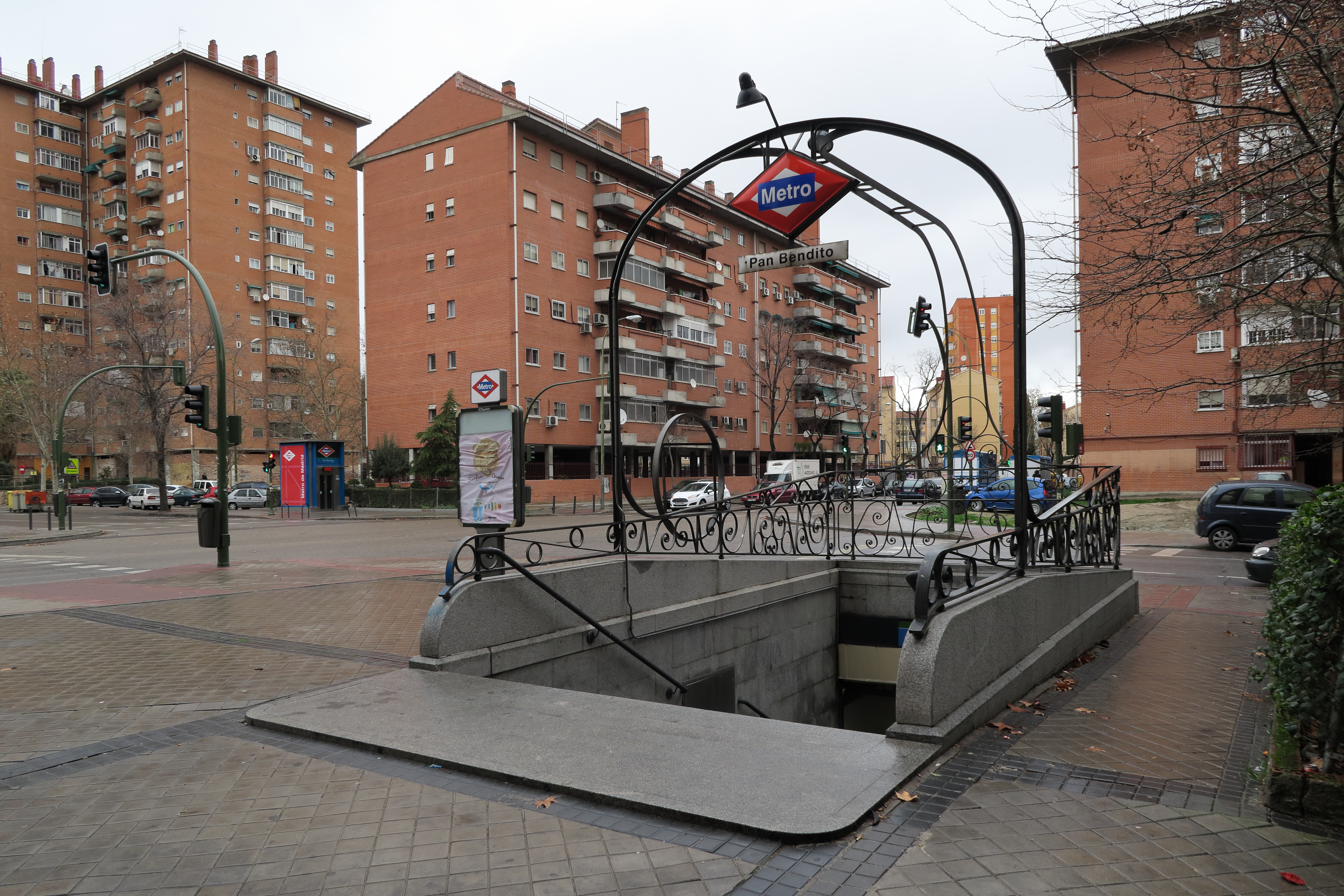
Acesso a estação.

Pan Bendito é uma estação da Linha 11 do Metro de Madrid. Está situada na avenida de Abrantes, na esquina com a rua Besolla, no distrito de Carabanchel. A estação foi aberta ao público em 16 de novembro de 1998. 